# Lex Scantinia
La Lex Scantinia, nominata meno frequentemente Lex Scatinia, è una legge del Diritto romano della quale si hanno scarsi riferimenti documentali. Con questa legge si stabiliva la punibilità di un crimine sessuale compiuto nei confronti di un maschio minorenne nato libero.
La legge fu indirizzata anche alla protezione del cittadino dall'abuso sessuale (stuprum), pur non proibendo il comportamento omosessuale in quanto tale, almeno finché il partner passivo fosse un cittadino in possesso di una buona reputazione sociale. L'uso principale che sembra aver avuto la Lex Scantinia è quello di mettere in imbarazzo quegli oppositori politici il cui stile di vita era tale da poterli esporre ad essere criticati come omosessuali passivi o pederasti, alla maniera Ellenistica. Questa legge quindi, potrebbe essere stata utilizzata per perseguire cittadini maschi adulti che volontariamente avessero avuto un ruolo passivo durante un rapporto sessuale con altri uomini.
La Lex Scantinia potrebbe avere reso lo stupro nei confronti di un minore un crimine passibile di pena capitale, anche se su questo c'è ancora incertezza tra gli studiosi. È molto probabile invece che venisse applicata una multa consistente al cittadino riconosciuto colpevole del reato; infatti nel periodo repubblicano era molto raro che venissero comminate dai tribunali pene capitali ai cittadini romani.
La confluenza della Lex Scantinia con successive normazioni restrittive dei comportamenti sessuali ha talvolta portato gli studiosi ad affermare erroneamente che nel Diritto dell'antica Roma fossero presenti norme e punizioni rigorose contro l'omosessualità in generale.

## Il contesto storico

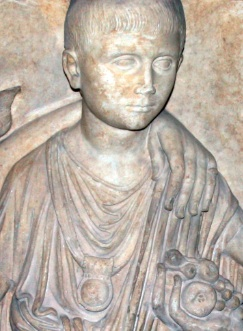
Ragazzo Romano che indossa una bulla, tramite la quale egli veniva considerato sessualmente intoccabile

Nella lingua latina non esistono vocaboli che consentano di tradurre direttamente le parole "omosessuale" o "eterosessuale".
Alcuni storici tendono ad individuare una dicotomia importante all'interno di una definizione della sfera sessuale nell'Antica Roma, e precisamente quella tra ruolo attivo/dominante/mascolino e passivo/sottomesso/femminilizzato. 
Il cittadino maschio adulto veniva definito dal concetto di libertas, libertà, per cui il fatto di consentire che il suo corpo fosse utilizzato a scopo di piacere da altri uomini era considerato un atteggiamento servile o di sottomissione, nonché una minaccia alla sua integrità.
Il concetto di virilità Romana non veniva compromesso dal fatto di aver avuto rapporti sessuali con altri maschi appartenenti a categorie sociali di rango inferiore, come prostituti o schiavi, almeno finché si fosse mantenuto con costoro un ruolo attivo, di penetrazione.
Le relazioni omosessuali tra cittadini romani maschi differivano quindi dall'ideale greco di relazione omosessuale tra uomini nati liberi e appartenenti al medesimo Stato sociale, contraddistinte solitamente da una certa differenza d'età. Il maschio adulto Romano che si compiaceva di compiere passivamente un atto di sesso anale o di eseguire un atto di sesso orale, veniva considerato a causa di questo comportamento come mancante di quella virtù (virtus), qualità che contraddistingue pienamente un uomo (vir).
L'amuleto protettivo, o bulla, indossato dai ragazzi nati liberi nella Roma antica, si poneva nel consesso sociale come il segno visibile che essi erano intoccabili sessualmente. La pubertà veniva considerata un momento di transizione pericoloso verso la formazione di una completa identità maschile. Una volta raggiunta l'età adulta, il ragazzo rimuoveva dal proprio abbigliamento la bulla dedicandola ai propri Lares, le divinità protettrici della casa, e divenendo da quel momento sessualmente attivo sotto la protezione del dio Liber, la divinità della libertà politica e di quella sessuale. La pederastia tra gli antichi Romani coinvolgeva usualmente un cittadino maschio adulto ed un giovane, tipicamente uno schiavo di età compresa tra i 12 e i 20 anni.

## La legge
Come ebbe a notare John Boswell, "...se c'era una legge contro le relazioni omosessuali, nessuno al tempo di Cicerone ne sapeva qualcosa al riguardo. " Sebbene della Lex Scantinia venga fatta menzione in diverse altre fonti antiche, il suo apparato dispositivo ci appare poco chiaro.
Essa difatti colpiva la pratica dello stupro (stuprum) nei confronti di un giovanetto, ma allo stesso tempo avrebbe consentito di perseguire quei cittadini maschi che avessero scelto di assumere nella relazione omosessuale un ruolo sottomesso o "passivo" (pathicus).
Svetonio menziona la Lex Scantinia nel contesto delle punizioni da comminare a coloro che non sono "casti", il che equivaleva ad indicare cittadini maschi che praticavano sessualmente un comportamento pathicus, quindi passivo.
In un epigramma Ausonio scrive al riguardo di un "semivir", un "mezzo-uomo", il quale teme per le conseguenze derivanti dalla Lex Scantinia.
È stato talvolta dibattuto dagli studiosi il fatto che la Lex Scantinia fosse stata concepita principalmente per contrastare e sanzionare lo stupro ai danni di un adolescente nato libero, anche se questa interpretazione molto restrittiva della normativa è stata messa in dubbio.
La legge avrebbe potuto aver codificato antiche pratiche sanzionatorie contro lo stuprum che vedeva coinvolti degli uomini, come norma precorritrice della Lex Julia de adulteriis coercendi, la quale sanzionava come comportamento criminale l'adulterio compiuto da una donna.
Prudenzio, poeta e scrittore dei primordi del Cristianesimo, scrisse una feroce battuta secondo la quale se Giove fosse stato egli stesso soggetto al Diritto romano, egli avrebbe patito il carcere sia con la legge Julia che con la Scantinia.
Solo gli adolescenti nati da famiglie libere e di buona posizione sociale venivano protetti dalla legge; negli altri casi, bambini nati schiavi o venduti da famiglie di schiavi, o che fossero finiti in schiavitù a causa di conquiste militari, venivano a soggiacere ad una condizione di prostituzione o di abuso sessuale da parte dei loro padroni.
Maschi che si prostituivano o che intrattenevano gli ospiti all'interno di spettacoli, anche se tecnicamente venivano considerati "liberi", nella realtà erano considerati degli infames, persone che non possedevano alcuna dignità sociale, e venivano anche esclusi da tutte quelle forme di protezione che venivano riservate alla cittadinanza.
Sebbene agli schiavi maschi venisse talvolta accordata la libertà come segno di riconoscimento di una relazione sessuale particolare e continua col proprio padrone, in taluni casi di particolare e genuina affezione, essi preferivano rimanere legalmente schiavi, dato che per la Lex Scantinia la coppia avrebbe potuto essere perseguitata legalmente nel caso in cui entrambi fossero risultati cittadini liberi.

## L'azione giudiziaria
La mancanza di continuità con la quale la Lex Scantinia viene invocata nelle fonti letterarie ci induce a ritenere che durante l'Età repubblicana essa venisse utilizzata principalmente in maniera strumentale contro quegli esponenti politici che per le proprie abitudini sessuali potevano esserne il bersaglio, a differenza di coloro che durante il principato di Domiziano ne fecero le spese solo perché il clima sociale e politico venne ad essere caratterizzato da una generalizzata crisi dei valori.
Due lettere scritte a Cicerone da Marco Celio Rufo ci danno indicazioni su come questa legge venisse usata come un'"arma politica"; nell'antica Roma non era presente una figura giuridica comparabile a quella attuale del Pubblico Ministero, per cui un'accusa poteva essere messa in piedi e portata avanti da qualsiasi cittadino che avesse dimestichezza con la pratica legale. Gli abusi commessi dai tribunali erano tenuti a freno in qualche modo tramite la minaccia nei loro confronti dell'accusa di calumnia, cioè di un'azione giudiziaria impostata strumentalmente tramite accuse false o inesistenti nei confronti di terzi. La pratica di accusare ingiustamente un avversario politico allo scopo di ritorsione o vendetta, come ci fa notare Marco Celio Rufo in questo caso, non era affatto infrequente.
Nell'anno 50 a.C., lo stesso Marco Celio Rufo si trovò invischiato in una faida contro Appio Claudio Pulcro, console pochi anni prima nel 54 a.C. e censore proprio in quell'anno. Celio esigeva la restituzione da parte di Appio di un prestito di denaro, proprio mentre stava per avere fine una disastrosa storia d'amore con la sorella. Il periodo in cui rimase in carica come censore Appio Claudio Pulcro fu un vero "regime del terrore", per ciò che riguardava gli aspetti morali. Molti senatori e membri dell'ordine equestre (equites) vennero privati del loro rango durante quel periodo;
alcune volte proprio durante l'autunno del 50 a.C. Appio, invocando la Lex Scantinia accusò Celio, che in quell'anno rivestiva la carica di curule edile. Celio, da parte sua, fu contento di rispondere a tono alle accuse che gli furono rivolte; le sedute della corte furono presiedute dal pretore Marco Livio Druso Claudiano - ironicamente, a modo di vedere di Celio, in quanto lo stesso Druso era riconosciuto come un "notorio molestatore" - ed evidentemente di tutta la faccenda non se ne sarebbe arrivati a nulla. Come fa notare Eva Cantarella, "poche persone potevano dirsi all'epoca al di sopra di ogni sospetto riguardo a quel tipo di argomenti".
Pur se la legge continuò a rimanere nei testi di diritto, essa venne largamente ignorata fino al principato di Domizano, che la integrò nel suo vasto programma di riforma della giustizia. L'inasprimento delle pene riguardanti la pubblica morale incluse le molestie sessuali come l'adulterio ed il sesso illecito (incesto) con una Vestale. Durante questo periodo molti tra senatori e membri dell'ordine equestre furono condannati a causa della Lex Scantinia.
Quintiliano fa riferimento ad una multa di 10.000 sesterzi da comminare per lo stuprum di un ragazzo nato libero, talvolta interpretata come riferentesi alla Lex Scantinia, pur se la legge non viene menzionata nel passaggio.

## Storia della legge
Nella Roma Antica era uso comune che una legge assumesse lo stesso nome del proponente; non risulta documentata alcuna legge romana che abbia preso il nome dall'accusato. Nel 227 a.C. o 226 a.C., Gaio Scantinio Capitolino venne accusato e messo sotto processo per aver molestato sessualmente Marco Claudio Marcello, figlio dell'omonimo conquistatore di Siracusa; il fatto che la Lex Scantinia possa essere stata proposta dall'accusato pare dunque un'anomalia.
Gli studiosi sembrano propensi piuttosto a ritenere che a proporre la legge sia stato un membro della gens Scantinia, come manifestazione di onestà e rettitudine della propria famiglia, nonché per dissociarne il nome dal crimine commesso dal loro parente.
A riprova della scarsezza delle fonti al riguardo, la legge è stata datata anche al 216 a.C., quando un Publio Scantinio era in carica come pontifex, o addirittura al 149 a.C.. La prima menzione della legge viene riferita a Cicerone in una corrispondenza del 50 a.C. e non appare affatto nel Digesto.